# Lista unieważnionych certyfikatów
Lista unieważnionych certyfikatów (lista CRL, ang. Certificate Revocation List) – lista certyfikatów unieważnionych przez organ certyfikujący z różnych powodów.
Publikowana jest przez wystawcę certyfikatów (CA). Zawiera numery seryjne certyfikatów, które zostały unieważnione np. na skutek ujawnienia klucza prywatnego. Zamiast publikowania list CRL, stosuje się weryfikację certyfikatów on-line (OCSP). Czas, w jakim żądanie unieważnienia certyfikatu powinno zostać opublikowane przez CA, jest określony we właściwej polityce certyfikacji lub w przepisach prawnych. Format, w jakim zapisane są listy CRL, jest określony w ramach standardu X.509.
Wyróżnia się dwa różne stany cofnięcia certyfikatu:
1. Wstrzymany – certyfikat może zostać przywrócony (jeżeli np. użytkownik stracił swój klucz prywatny, odzyskał go i ma pewność, że nikt postronny nie miał do niego dostępu, to może ponownie przywrócić ważność certyfikatu).
2. Unieważniony – świadectwo jest nieodwracalnie cofnięte.